# Волосов, Алексей
Алексей Волосов (род. 15 февраля 1953) — советский дзюдоист, чемпион (1977, 1979) и бронзовый призёр (1974, 1976) чемпионатов СССР, чемпион (1977) и бронзовый призёр (1975) чемпионатов Европы, чемпион (1975, 1977) и серебряный призёр (1976) Чемпионатов Европы в командном зачёте. Мастер спорта СССР международного класса. Выступал в средней весовой категории (до 80-86 кг). Представлял спортивный клуб «Труд» (Электросталь). Проживает в Ногинске (Московская область).

## Спортивные результаты
- Чемпионат СССР по дзюдо 1974 года — ;
- Чемпионат СССР по дзюдо 1976 года — ;
- Чемпионат СССР по дзюдо 1977 года — ;
- Чемпионат СССР по дзюдо 1979 года — ;